# Schlosshöfe
Die Schlosshöfe sind ein Einkaufszentrum in der Innenstadt von Oldenburg, das am 16. März 2011 eröffnet wurde und in unmittelbarer Nähe zum Oldenburger Schloss liegt.

## Beschreibung
Betreiber der Schlosshöfe ist die ECE Projektmanagement GmbH. Das Unternehmen investierte 115 Millionen Euro in das Projekt. Die Verkaufsfläche beträgt rund 14.300 Quadratmeter. Im Center befinden sich 65 Geschäfte, es sind insgesamt 450 Angestellte beschäftigt. Das Gesamteinzugsgebiet umfasst etwa 835.000 Einwohner.

## Geschichte
Das Gelände des ehemaligen Hallenbades der Stadt Oldenburg wurde 2004 an die ECE Projektmanagement verkauft. Anschließend wurden ein Architektenwettbewerb durchgeführt und die konkrete Planung eines Shopping-Centers begonnen. Begleitet von einigen Protesten in der Stadt wurde das Projekt durch die Ratsmehrheit bis zur Kommunalwahl 2006 weiter vorangetrieben. Im Vorfeld der Wahl wurde der Bau des damals noch „ECE-Center“ genannten Projektes eines der bestimmenden Themen. Der bisherige sehr beliebte Bürgermeister Dietmar Schütz, SPD, sprach sich für, der CDU Kandidat Schwandner gegen das ECE-Center aus. Als Schwandner mit äußerst knapper Mehrheit Oberbürgermeister wurde, bestätigte der Rat der Stadt drei Monate später das Bauvorhaben und es ging in die Umsetzung. Neben anderen Gründen führte diese Kehrtwendung fast zum Bruch der Schwarz-Grünen Koalition in Oldenburg. Baubeginn war dann im Februar 2009. Im Jahr 2017 wurde die Verkaufsfläche von 12.500 auf 14.300 Quadratmeter erweitert, was einer Vergrößerung um 1.800 Quadratmeter entspricht, um eine flexiblere Vermietung, u. a. an die Kaufhaus-Kette TK Maxx, zu ermöglichen.

## Kritik

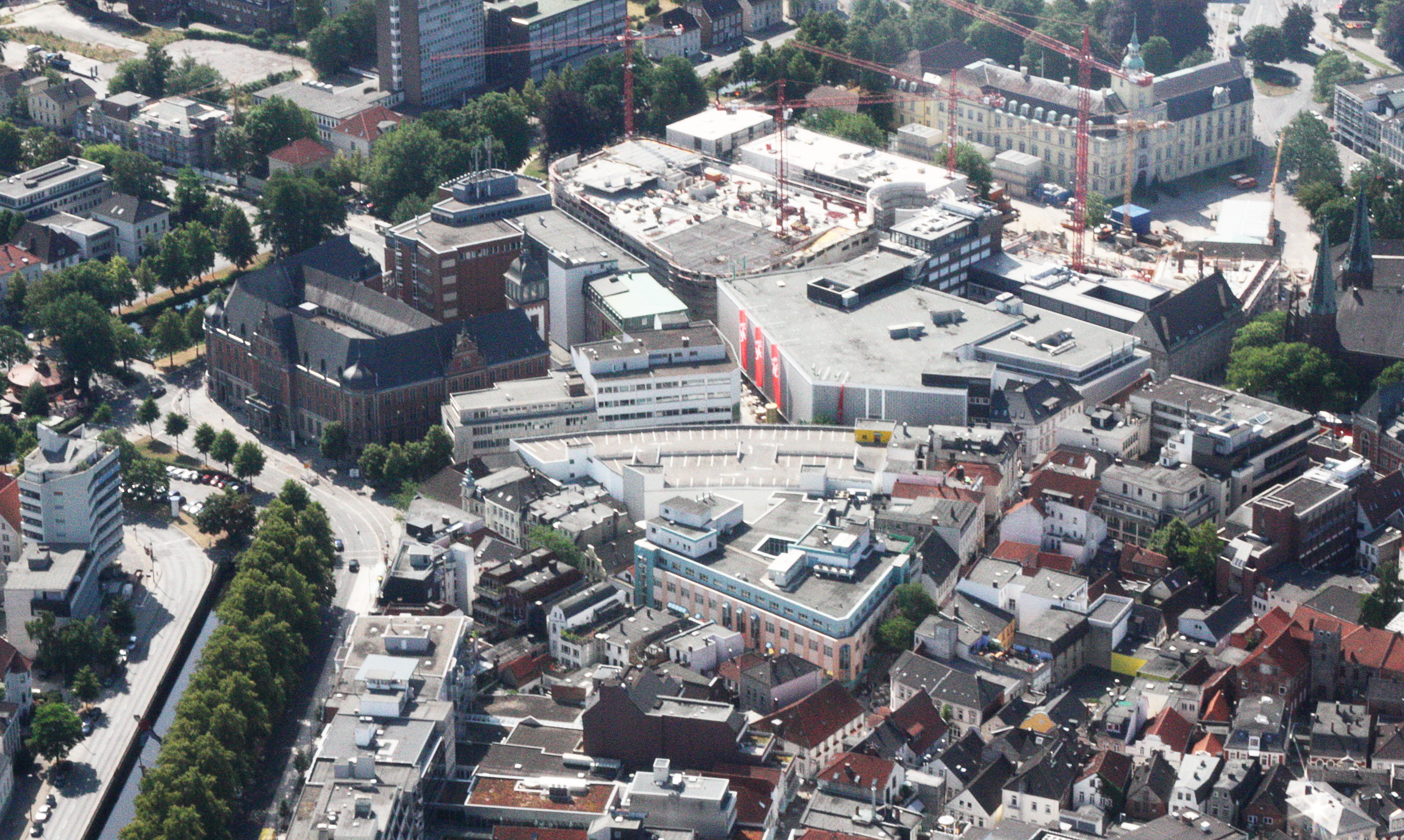
Schlosshöfe während der Bauzeit (Areal mit Baukränen)

Der Name Schlosshöfe ist umstritten, da der monumentale Baukörper keinerlei Höfestruktur aufweist. Bereits vor ihrer Eröffnung waren die Schlosshöfe politisch umstritten. Unklar ist, ob die Schlosshöfe Kaufkraft an das Oberzentrum Oldenburg binden, die aus den Mittel- und Grundzentren der Umgebung abgezogen wird. Weiterhin haben Skeptiker eine Gesamtfläche des Centers von über 30.000 m² berechnet, inklusive Gastronomie- und Bürobereichen. Sie gehen indirekt davon aus, die Angabe einer geringeren Quadratmeterzahl sollte Befürchtungen entgegenwirken, die Schlosshöfe könnten dem Einzelhandel der Innenstadt zu einer noch größeren Konkurrenz werden. Die Befürworter des Einkaufszentrums gehen von einem Synergieeffekt aus, durch den der Einzelhandelsumsatz in der Oldenburger Innenstadt insgesamt steigen soll. Die Centermanagerin der Schlosshöfe Kathrin Landsmann betont, dass es „70 Prozent der Läden in Oldenburg bisher gar nicht gibt“. In einzelnen Branchen kommt es hingegen zu einer Kumulation von Angeboten. Beispielsweise gibt es eine Vielzahl von Friseurgeschäften in den Schlosshöfen, die nicht nur untereinander konkurrieren, sondern auch die Friseurbetriebe außerhalb des Einkaufszentrums in ihrer Existenz bedrohen. ECE wies die These aus Branchenkreisen zurück, es habe Schwierigkeiten bei der Vermietung gegeben, weshalb so genannte B-Lagen-Mieter wie „1982“ (aus dem Hause Takko), Kauflust oder der Versandhändler Walbusch zu günstigen Flächen im Einkaufszentrum gekommen sind. Mittlerweile haben 1982 und auch Walbusch das Einkaufszentrum wieder verlassen. Insgesamt haben die Schlosshöfe seit der COVID-19-Pandemie mit einem großen Leerstand und dem Weggang von Frequenzbringern wie DM zu kämpfen.

## Verkehrsanbindung
Das Einkaufszentrum Schlosshöfe wird von zahlreichen Linienbussen der Verkehr und Wasser GmbH sowie einer Überlandlinie, dem Weser Sprinter, angefahren. Das Einkaufszentrum verfügt über 430 eigene Parkplätze in einem neu gebauten Parkhaus.

## Öffentlichkeitsarbeit
Für Werbung hat das Einkaufszentrum einen Jahresetat in Höhe von 700.000 Euro zur Verfügung.

## Galerie

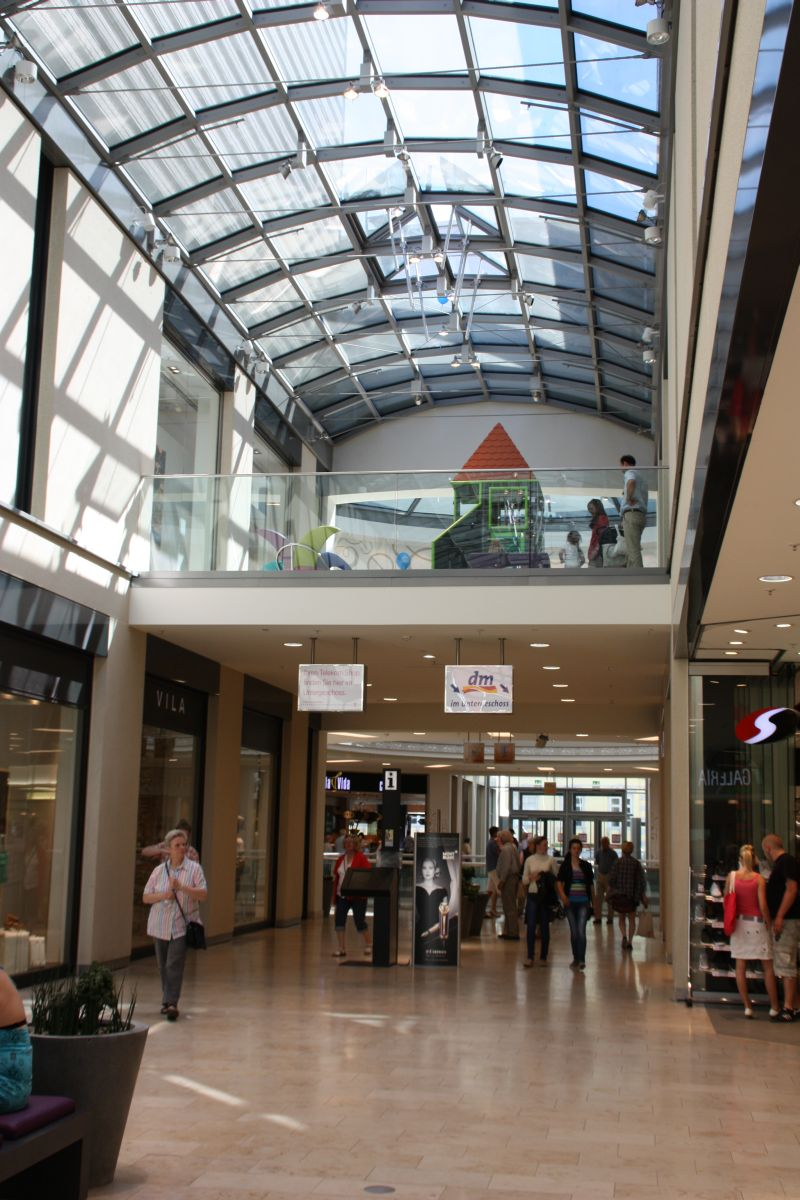
Teil der Innenansicht
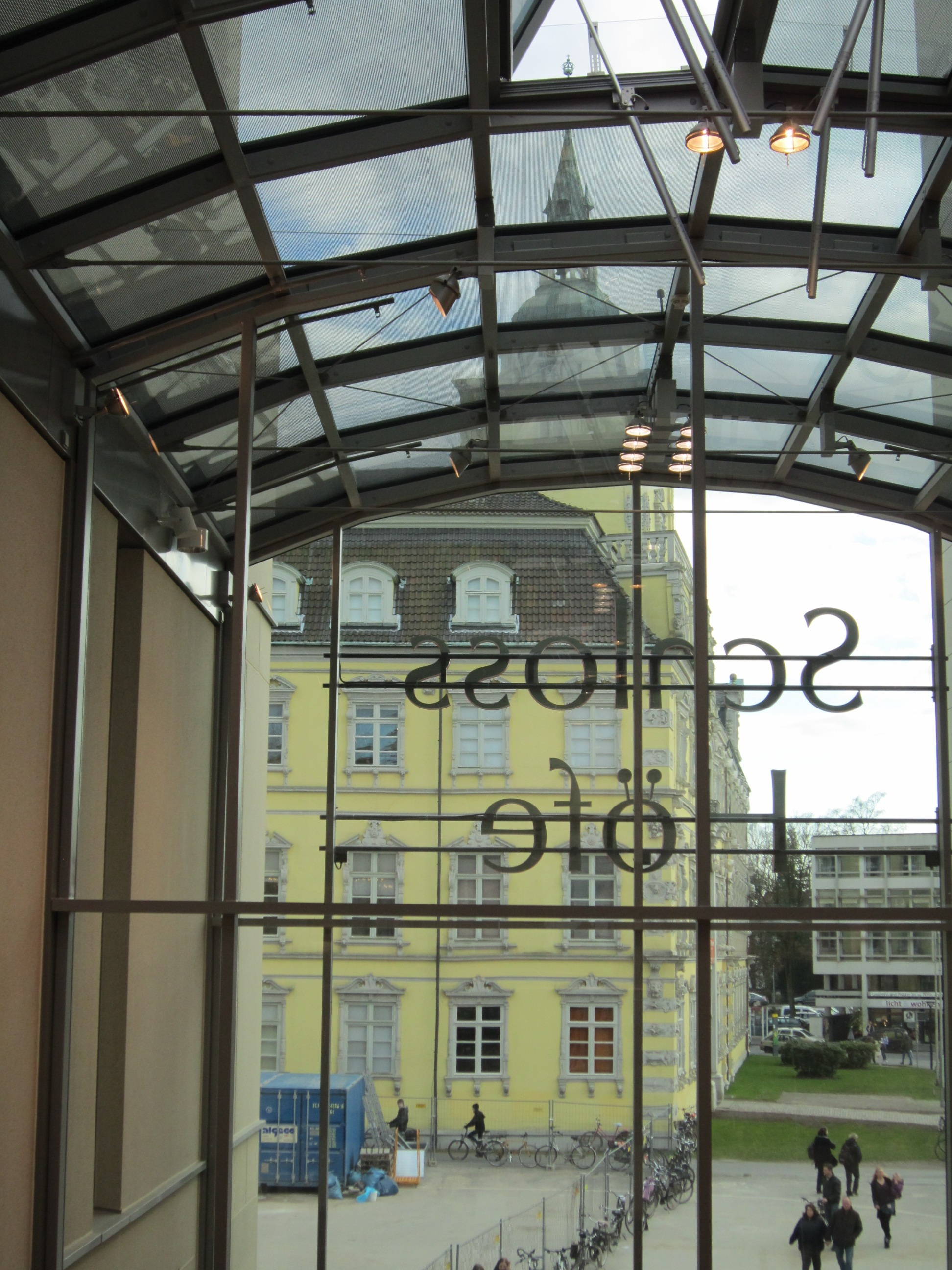
Blick von den Schlosshöfen zum Oldenburger Schloss